# Front popular
|  | Per a altres significats, vegeu «Front Popular». |

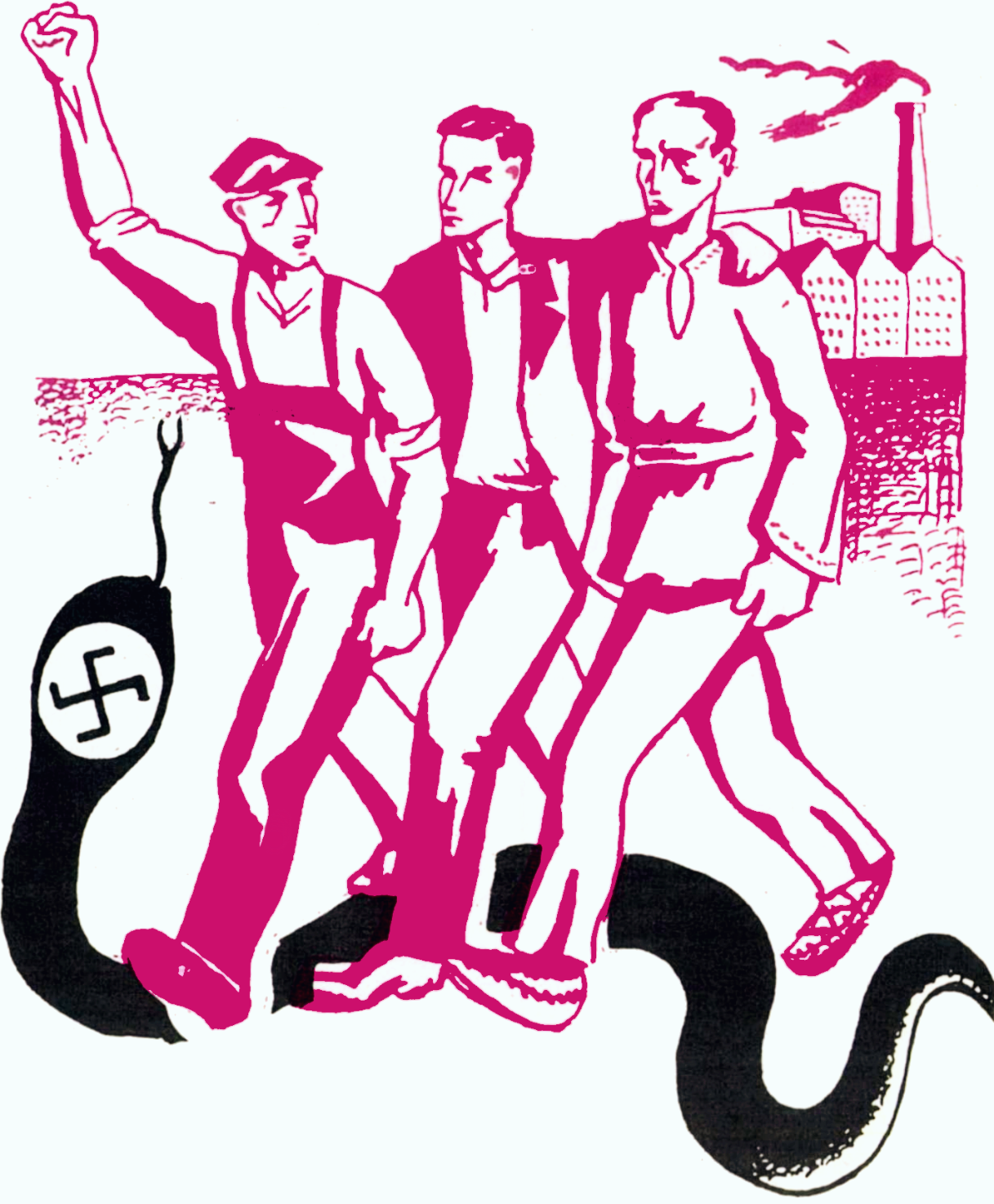
Representació del Front Popular en el diari romanès d'esquerres Cuvântul Liber, 1935

Un front popular és una coalició electoral entre partits amb una sensibilitat democràtica que abasta des de sectors de la classe mitjana demòcrata fins a les forces populars de la base treballadora de partits d'esquerra i esquerra radicals formades en la dècada de 1930. Els seus components principals eren partits burgesos liberals o de centreesquerra (radicals o republicans) al costat dels partits d'esquerra (socialistes i comunistes).
A Catalunya el president durant el govern del Front Popular va ser Lluís Companys, líder d'Esquerra Republicana de Catalunya i que havia exercit d'advocat dels sindicalistes de la CNT. Els membres del Front Popular tenien ideologies diferents dintre de l'esquerra política, però els unia una sensibilitat democràtica que abastava des de sectors de la classe mitjana demòcrata fins a les forces populars de la base treballadora de partits d'esquerra i esquerra radicals formades en la dècada de 1930. Els seus components principals eren partits burgesos liberals o de centreesquerra (radicals o republicans) al costat dels partits d'esquerra (socialistes i comunistes).
Els fronts populars no es van crear a Espanya únicament, sinó que va ser una tendència molt estesa de les ideologies d'aquells temps que apostaven per a una gran aliança d'esquerres per a combatre el creixement del feixisme a Europa. També concordava amb la política de la Internacional Comunista.

## Llista de Fronts Populars

### Estats Socialistes
| Estat              | Front Popular                                                             | Fundació  | Dissolució |
| ------------------ | ------------------------------------------------------------------------- | --------- | ---------- |
| Unió Soviètica     | Bloc de Comunistes i No partidistes                                       | 1936      | 1991       |
| RP de Bulgària     | Front Patriòtic                                                           | 1942      | 1990       |
| RS de Romania      | Front Democràtic Popular - Front d'Unitat Socialista i Democràcia         | 1944/1968 | 1989       |
| RFS de Iugoslàvia  | Aliança Socialista dels Treballadors                                      | 1945      | 1990       |
| RP d'Albània       | Front Democràtic d'Albània                                                | 1945      | 1992       |
| RS Txecoslovaca    | Front Nacional                                                            | 1945      | 1990       |
| Xina               | Front Unit                                                                | 1946      | -          |
| Corea del Nord     | Front Democràtic per a la Reunificació de la Pàtria                       | 1946      | 2024       |
| RD Alemanya        | Bloc Democràtic - Front Nacional d'Alemanya Democràtica                   | 1945/1950 | 1989       |
| RP de Polònia      | Front de la Unitat Nacional - Moviment Patriòtic pel Renaixement Nacional | 1954/1983 | 1989       |
| RP d'Hongria       | Front Popular Patriòtic                                                   | 1949/1954 | 1990       |
| Vietnam            | Front de la Pàtria Vietnamita                                             | 1977      | -          |
| Laos               | Front Lao per al Desenvolupament Nacional                                 | 1979      | -          |
| RD de l'Afganistan | Front Nacional                                                            | 1981      | 1992       |

### Resta del món
| Estat             | Front Popular                                  | Fundació | Dissolució |
| ----------------- | ---------------------------------------------- | -------- | ---------- |
| III Rep. Francesa | Front Popular                                  | 1935     | 1938       |
| II Rep. Espanyola | Front Popular (Front d'Esquerres)              | 1936     | 1939       |
| Xile              | Front Popular                                  | 1937     | 1941       |
| Itàlia            | Front Democràtic Popular                       | 1947     | 1956       |
| Indonèsia         | Front Democràtic Popular                       | 1948     | 1948       |
| Sudan             | Front Antiimperialista                         | 1952     | 1958       |
| Regne de l'Iraq   | Front de la Unió Nacional                      | 1954     | 1958       |
| Palestina         | Organització per a l'Alliberament de Palestina | 1964     | -          |
| Sri Lanka         | Front Unit                                     | 1968     | 1977       |
| Líban             | Moviment Nacional Libanès                      | 1969     | 1982       |
| Xile              | Unidad Popular                                 | 1969     | 1980       |
| Uruguai           | Front Ampli                                    | 1971     | -          |
| Síria baasista    | Front Nacional Progressista                    | 1972     | 2024       |
| Iraq baasista     | Front Nacional Progressista                    | 1973     | 2003       |

| Estat      | Front Popular                    | Fundació | Dissolució |
| ---------- | -------------------------------- | -------- | ---------- |
| Índia      | Aliança Progressista Unida       | 2004     | 2023       |
| Bangladesh | Gran Aliança                     | 2008     | -          |
| Veneçuela  | Gran Pol Patriòtic Simón Bolívar | 2011     | -          |
| Tunísia    | Front Popular                    | 2012     | -          |
| França     | Nou Front Popular                | 2024     | -          |